# Хелидонии
Хелидо́нии (др.-греч. χελιδόνια, лат. chelidonia) — традиция античных жителей греческого острова Родос, аналог колядок.
Традиция заключалась в том, что мальчики, называемые χελιδονισταί (chelidonistai, «ласточники») бегали от двери к двери и распевали песню, также называемую хелидонией, посвящённую приходу весны и прилёту ласточек (Χελιδών, chelidon). В текстах Сапфо и Афинея сохранилось несколько фрагментов этих песен. Глава мальчиков облачался в одеяние, которое было чёрным сзади и белым спереди, и держал в руках глиняную ласточку.
Хелидонии происходили в месяце боэдромионе, между идами февраля и календами марта. По преданию хелидонии были придуманы Клеобулом из Линда в период, когда город находился в бедственном положении. Хотя иногда хелидонии называются фестивалем, в действительности это скорее своеобразный способ попрошайства.